# SHE! HER! HER!
《SHE! HER! HER!》是傑尼斯事務所旗下男子團體Kis-My-Ft2的第3張單曲，於2012年3月21日由avex trax發售。

## 概要
單曲與前作《We never give up!》相隔約3個月發售，分為「初回生産限定盤」、「通常盤」、「Kis-My-Ft2 SHOP限定盤」3種形式發售。

## 收錄曲

### 初回生産限定盤
1. SHE! HER! HER! [4:39]
作詞：KOMU，作曲、編曲：原一博
  - 江崎固力果廣告歌曲

DVD
1. SHE! HER! HER! MUSIC　VIDEO
2. SHE! HER! HER! Making映像

初回限定封入特典
- 應募券A

### 通常盤
1. SHE! HER! HER!
2. Deep your voice [3:51]
作詞：胡月みなと，作曲：Jovette Rivera, Maiko Kawabe Rivera，編曲：CHOKKAKU
  - 富士電視台系主題曲

初回限定封入特典
- 應募券A
- SHE! HER! HER! Kiss顔迷你海報

### Kis-My-Ft2 SHOP限定盤
1. SHE! HER! HER!

特典
- B全特典海報（1張）

## 外部連結
- DISCOGRAPHY：Kis-My-Ft2 Official Website（页面存档备份，存于）